# Dialetto fiumano
Il dialetto fiumano (nome nativo fiuman [fjuˈman]) è un dialetto della lingua veneta parlato nella città di Fiume, dialetto con particolari radici storiche (oltre all'influsso dell'italiano e del croato, presenta ad esempio qualche elemento del tedesco, derivato dalla dominazione austroungarica). Esso presenta significative produzioni letterarie, specie come canti tradizionali; come autori si ricordano Mario Schittar, Gino Antoni, Oscarre Russi, Egidio Milinovich.

## Origine ed uso
A proposito del dialetto fiumano delle esperte scrivono: 
(Novosel & Paškvan)
(Lukežić)
Un visitatore ungherese osservava nel 1900: 
(Paškvan )
Inoltre, la pedagoga fiumana Gemma Harasim scriveva nel 1909: 
(Harasim & Fried)
Siccome dopo la seconda guerra mondiale la stragrande maggioranza dei fiumani abbandonò la città, il fiumano è oggi ridotto a lingua minoritaria, parlata da circa il 2-5% della popolazione di Fiume.

## Esempio
| Fiumano | Italiano | Croato |
| --- | --- | --- |
| (...) El mar inveze el xe movimento, alegria. Ogni stagion, ogni ora del giorno el cambia, el ga un altro color, un altro odor. Non so se anca a voi la aqua dolze la ve fà sto efeto. Mi ancora ogi, non magno pessi de aqua dolze. Solo qualche volta un tochetin de salmon fumigado, de quel color rosa, sul pan nero con un poco de butiro. | (...) Il mare invece è movimento, allegria. Ad ogni stagione, ad ogni ora del giorno, cambia, ha un altro colore, un altro odore. Non so se anche a voi l’acqua dolce faccia questo effetto. Io ancor oggi, non mangio pesci d’acqua dolce. Solo qualche volta un pezzettino di salmone affumicato, di quel color rosa, sul pane nero con un po’ di burro. | (...) More je pak pokret, veselje. U svako doba godine, svakim satom u danu, mijenja se, poprima drugu boju, drugi miris. Ne znam ima li i na vas slatka voda isti učinak. Ja dan danas ne jedem slatkovodne ribe. Samo koji put koji komadić dimljenog lososa, one ružičaste boje, na crnom kruhu, s malo maslaca. |
| Mi son nato a Fiume, in una sofita in via Ciotta numero uno, visavì del Teatro Fenice intel famoso inverno più fredo del secolo (i diseva) 1928/29, con tanta neve, e - de muleto e disemo cussì de giovinoto – go visto come tuti noi a Fiume, robe che le xe oramai storia antica o squasi.                                                   | Io sono nato a Fiume, in una soffitta in via Ciotta numero uno, di fronte al Teatro Fenice, nel famoso inverno più freddo del secolo (dicevano) 1928/29, con tanta neve e – da ragazzino e diciamo, così, da giovanotto - ho visto, come tutti noi a Fiume, cose che sono oramai storia antica o quasi.                                                    | Ja sam rođen u Rijeci, na tavanu u Ciottinoj ulici broj jedan, nasuprot Teatra Fenice, u famoznoj najhladnijoj zimi stoljeća (tako su govorili) 1928./29., uz mnogo snijega, te sam - kao mališan i recimo, tako, kao mladić - vidio, kao i svi mi u Rijeci, stvari koje su već drevna povijest ili skoro.          |